# FAKTIV
fAKTIV je feministički kolektiv čije područje djelovanja obuhvaća borbu za radnička i socijalna prava žena, protiv rodno uvjetovanog nasilja prema ženama, te zalaganje za reproduktivna i seksualna prava.

## Povijest
fAKTIV je osnovan nedugo nakon prvog Noćnog marša ad hoc inicijative “Preuzmite odgovornost za ubojstva žena”, i organizacijskog odbora Noćnog marša, održanog 2016. godine.
Osnovan je s ciljem izvaninstitucionalnog djelovanja na stvaranju feminističke prakse kao dio šireg i solidarnog antikapitalističkog pokreta.

## Područje djelovanja
Djelovanje kolektiva fAKTIV obuhvaća borbu za radnička i socijalna prava žena, protiv rodno uvjetovanog nasilja prema ženama, te zalaganje za reproduktivna i seksualna prava. Kolektiv reagira na aktualna društvena, ekonomska i politička kretanja, suprotstavljajući se socijalnoj i ekonomskoj nejednakosti, seksizmu, homofobiji i transfobiji te cenzuri te ukidanju slobode govora i izražavanja.
Kolektiv fAKTIV organizira svake godine Noćni marš – 8. mart, u Zagrebu i drugim gradovima Hrvatske,kao prosvjednu manifestaciju povodom obilježavanja Međunarodnog dana žena, a tradicionalno se održava u večernjim satima 8. ožujka. Kako su pomaci u ravnopravnosti žena u društvu još uvijek neznatni, sustavno održavanje Noćnog marša je i dalje potrebno, za iznošenje zahtjeva u javnom prostoru.
Pored Noćnog marša, fAKTIV je često prisutan akcijama u javnom prostoru.

## Akcije
- 28. rujna 2016. godine, povodom Globalnog dana akcije za siguran i legalan pobačaj, članice feminističkog kolektiva fAKTIV su performansom pred Zagrebačkom katedralom poručile Katoličkoj crkvi da prestane zadirati u sekularni prostor te aktivno utjecati na ugrožavanje seksualnih i reproduktivnih prava žena. Simboličnim razbijanjem tanjura, razbile su i na njima ispisane mitove kako zabranom pobačaja štitimo život, kako će se uvođenjem spolnog odgoja povećavati broj pobačaja, kako ginekolozi moraju imati pravo na priziv savjesti te kako zabrana pobačaja dovodi do demografskog rasta.[4]
- Iste godine, aktivistkinje kolektiva fAKTIV prozvale državu su i njezine institucije za propuste koji ih čine odgovornima za ubojstva žena. Odale su počast svim ženama ubijenim od strane njihovih bliskih muških članova obitelji i ponovno zahtijevale od države da konačno ratificira Konvenciju Vijeća Europe o sprečavanju i borbi protiv nasilja prema ženama i nasilja u obitelji (Istanbulska konvencija). Nakon što je Ustavni sud, 2017. godine, objavio odluku o neprihvaćanju prijedloga za pokretanje postupka za ocjenu suglasnosti s Ustavom Zakona o zdravstvenim mjerama za ostvarivanje prava na slobodno odlučivanje o rađanju djece te Hrvatskom saboru naložio da u roku od dvije godine donese novi zakon, uslijedio je niz reakcija feminističkih organizacija i kolektiva fAKTIV.  Tražile su se ostavke tadašnjeg ministra vanjskih poslova Davora Ive Stiera i posebnog savjetnika za ljudska prava, Ladislava Ilčića. Nakon akcija feminističkih udruga i Noćnog marša u organizaciji kolektiva fAKTIV, Ladislav Ilčić dao je ostavku na mjesto posebnog savjetnika za ljudska prava potpredsjednika Vlade i ministra vanjskih poslova Davora Ive Stiera.[5] Zahtjevala se dosljedna primjena zakona koji je bio na snazi uz organizaciju zdravstvenih ustanova tako da se ujednače cijene medicinskih usluga i pobačaja, primjena Konvencije UN-a o uklanjanju svih oblika diskriminacije žena (CEDAW) i preporuke nadležnog Odbora upućene Hrvatskoj (da se poduzmu mjere kojima bi se spriječilo da stavovi, uključujući i one zasnovane na religiji, stvaraju prepreke punom ostvarenju prava žena; osigurati da priziv savjesti liječnika ne ometa pristup žena zdravstvenim uslugama vezanim za reproduktivno zdravlje, uključujući i pobačaj). Zahtijevala se i hitna ratifikacija Konvencije Vijeća Europe o sprečavanju i borbi protiv nasilja nad ženama i nasilja u obitelji te osigurajte uvjete za njenu punu primjenu.